# Roma–Napoli–Roma

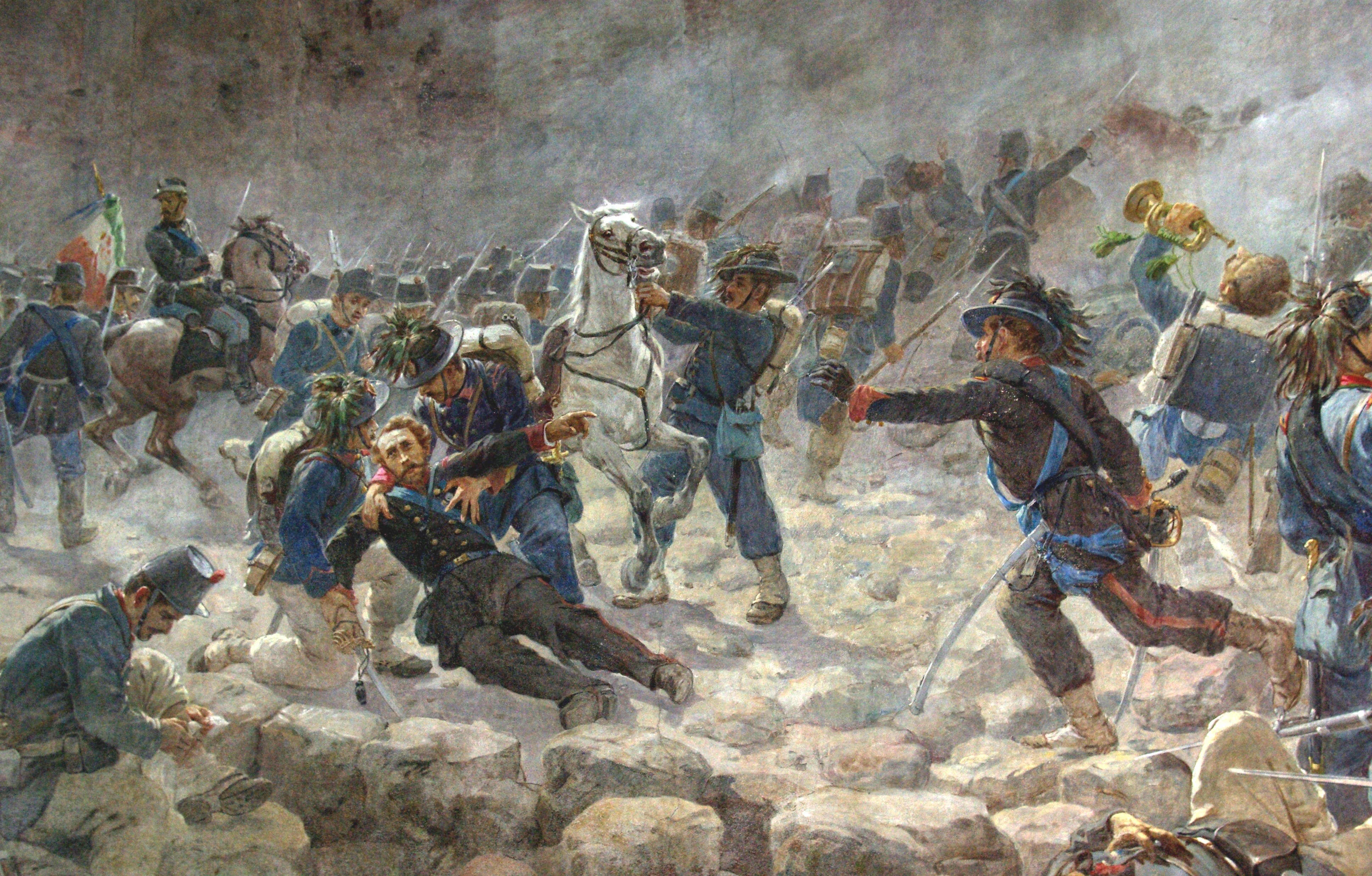
Major Giacomo Pagliari blir skjuten vid stormningen av Porta Pia den 20 september 1870.

Roma–Napoli–Roma, på svenska Rom–Neapel–Rom, var ett italienskt landsvägslopp i cykel som vissa år kördes som etapplopp (på två till nio dagar) och andra år kördes på en dag. Första upplagan kördes 1902 och sista 1961 och det gick, som namnet säger, vanligen från Rom till Neapel och åter (vid mitten av 1950-talet blev det ett längre etapplopp av varierande sträckning). Från starten till 1927 hette loppet även Corsa del XX Settembre ("Tjugonde september-loppet" – eftersom det kördes/avslutades den 20 september som var en helgdag till minne av erövringen av Rom denna dag 1870 genom Porta Pia vilket ledde till Italiens enande – cykelloppen startade dessutom vid Porta Pia) och från 1955 till 1961 hette det Gran Premio Ciclomotoristico delle Nazioni, eftersom det delvis hade motorcykelpace och var ett mer allmänt etapplopp utan "fasta ramar". Som endagslopp varierade sträckan från 224 km (1926) till 475 km (1912) , medan det längsta etapploppet var 1 832 km (1959 på nio dagar, med slutmål i Palermo). Loppet var från starten 1902 till 1934 ett rent italienskt lopp och ingick i de italienska landsvägsmästerskapen från 1917, då mästerskapen började avgöras med en serie lopp. 1930 ersattes det i mästerskapen av det till Benito Mussolinis ära skapade Predappio–Roma (Forlì–Roma) och det lades därefter ner. Roma–Napoli–Roma återuppstod tillfälligt 1934 när Predappio–Roma upphörde, men 1935 tog Giro delle Due Province di Messina dess plats i mästerskapskalendern. Efter andra världskrigets slut återupplivades Roma–Napoli–Roma 1950, men som ett lopp med motorcykelpace för att marknadsföra skotern Lambretta 125 och kört i slutet av april. Loppet öppnades då också för internationellt deltagande.

## Vinnare
Corsa del XX Settembre (Roma–Napoli–Roma)
- 1902  Fernandino Grammel
- 1903  Enzo Spadoni
- 1904  Achille Galadini
- 1905  Eberardo Pavesi
- 1906  Carlo Galetti
- 1907  Giovanni Gerbi
- 1908  Giovanni Gerbi
- 1909  Giovanni Gerbi
- 1910  Mario Bruschera
- 1911  Dario Beni
- 1912  Dario Beni
- 1913  Costante Girardengo
- 1914  Dario Beni
- 1919  Alfredo Sivocci
- 1920  Angiolo Marchi
- 1921  Costante Girardengo
- 1922  Costante Girardengo
- 1923  Costante Girardengo
- 1924  Romolo Lazzaretti
- 1925  Costante Girardengo
- 1926  Alfredo Binda
- 1927  Giuseppe Pancera

Roma–Napoli–Roma
- 1928  Antonio Negrini
- 1929  Gaetano Belloni
- 1930  Michele Mara
- 1934  Learco Guerra
- 1950  Jean Robic
- 1951  Ferdinand Kübler
- 1952  Fiorenzo Magni
- 1953  Fiorenzo Magni
- 1954  Bruno Monti

Gran Premio Ciclomotoristico delle Nazioni
- 1955  Bruno Monti
- 1956  Stan Ockers
- 1957  Wout Wagtmans
- 1958  Joseph Hoevenaers
- 1959  Louison Bobet
- 1960  Louison Bobet
- 1961  Jean Graczyk